# KSI-diszkográfia
Az angol rapper és youtuber KSI két stúdióalbumot, egy közreműködés albumot és négy középlemezt adott ki, 25 kislemez és 36 videóklip mellett. Első stúdióalbuma, a Dissimulation (2020) második helyet ért el a brit albumlistán, míg második lemeze, az All Over the Place, első lett 2021-ben. Tizennégy kislemeze van a brit kislemezlistán, amely elérte az első negyven helyet, ebből hét elérte a legjobb tíz, míg öt a legjobb öt pozíció egyikét. Legsikeresebb kislemezei a Holiday és a Don’t Play, amelyek másodikak lettek a slágerlistán, míg a Really Love, a Lighter és a Patience is elérték a kislemezlista harmadik helyét. Dalai közül több is platina minősítést kapott a Brit Hanglemezgyártók Szövetségétől, mint a Don’t Play és a Lighter. Lose című közreműködése Lil Wayne-nel volt az első száma, amely helyet kapott a Billboard Hot 100-on, 86. lett.

## Albumok

### Stúdióalbumok
| Cím                | Részletek                                                                                        | Slágerlisták | Slágerlisták | Slágerlisták | Slágerlisták | Slágerlisták | Slágerlisták | Slágerlisták | Slágerlisták | Slágerlisták | Slágerlisták |     | Eladások      | Minősítések      |
| Cím                | Részletek                                                                                        | UK           | AUS          | BEL          | DEN          | FIN          | IRE          | NLD          | NZ           | NOR          | SWE          | US  | Eladások      | Minősítések      |
| ------------------ | ------------------------------------------------------------------------------------------------ | ------------ | ------------ | ------------ | ------------ | ------------ | ------------ | ------------ | ------------ | ------------ | ------------ | --- | ------------- | ---------------- |
| Dissimulation      | - Megjelent: 2020. május 22. - Kiadó: RBC, BMG - Formátumok: CD, digitális letöltés, streaming   | 2            | 4            | 9            | 9            | 17           | 1            | 14           | 3            | 3            | 15           | 149 | - UK: 100,000 | - BPI:Aranylemez |
| All Over the Place | - Megjelenés: 2021. július 16. - Kiadó: RBC, BMG - Formátumok: CD, digitális letöltés, streaming | 1            | 6            | 6            | 5            | 17           | 2            | 12           | 5            | 3            | 13           | 94  | - UK: 100,000 | - BPI:Aranylemez |

### Közreműködések
| Cím                                 | Részletek                                                                                     | Slágerlisták | Slágerlisták | Slágerlisták | Slágerlisták | Slágerlisták | Slágerlisták | Slágerlisták | Slágerlisták | Slágerlisták | Slágerlisták |
| Cím                                 | Részletek                                                                                     | UK           | UK HH/ R&B   | UK Ind       | EST          | IRE          | LAT          | LIT          | NLD          | NOR          | SCO          |
| ----------------------------------- | --------------------------------------------------------------------------------------------- | ------------ | ------------ | ------------ | ------------ | ------------ | ------------ | ------------ | ------------ | ------------ | ------------ |
| New Age (Randolph közreműködésével) | - Megjelent: 2019. április 12. - Kiadó: független - Formátumok: digitális letöltés, streaming | 17           | 1            | 10           | 7            | 29           | 19           | 24           | 75           | 26           | 40           |

## Középlemezek
| Cím            | Részletek                                                                                                | Slágerlisták | Slágerlisták | Slágerlisták | Slágerlisták | Slágerlisták | Slágerlisták | Slágerlisták |
| Cím            | Részletek                                                                                                | UK           | UK HH/ R&B   | CAN          | NZ           | SCO          | US R&B/ HH   | US Rap       |
| -------------- | --- | ------------ | ------------ | ------------ | ------------ | ------------ | ------------ | ------------ |
| Keep Up        | - Megjelent: 2016. január 8. - Kiadó: Island, Universal - Formátumok: CD, digitális letöltés, streaming  | 13           | 1            | 63           | 23           | 15           | 19           | 14           |
| Jump Around    | - Megjelent: 2016. október 28. - Kiadó: Island, Universal - Formátumok: digitális letöltés, streaming    | —            | —            | —            | —            | —            | —            | —            |
| Space          | - Megjelent: 2017. június 30. - Kiadó: független - Formátumok: digitális letöltés, streaming             | —            | —            | —            | —            | 87           | —            | —            |
| Disstracktions | - Megjelent: 2017. szeptember 29. - Kiadó: Island, Universal - Formátumok: digitális letöltés, streaming | 31           | 1            | —            | —            | —            | —            | —            |

## Kislemezek

### Fő előadóként
| Cím                                                                  | Év   | Slágerlista                        | Slágerlista                        | Slágerlista                        | Slágerlista                        | Slágerlista                        | Slágerlista                        | Slágerlista                        | Slágerlista                        | Slágerlista                        | Slágerlista                        | Minősítések                         | Album                                                             |
| Cím                                                                  | Év   | UK                                 | AUS                                | CAN                                | DEN                                | HUN                                | IRE                                | NZ                                 | NOR                                | SWE                                | US                                 | Minősítések                         | Album                                                             |
| -------------------------------------------------------------------- | ---- | ---------------------------------- | ---------------------------------- | ---------------------------------- | ---------------------------------- | ---------------------------------- | ---------------------------------- | ---------------------------------- | ---------------------------------- | ---------------------------------- | ---------------------------------- | ----------------------------------- | ----------------------------------------------------------------- |
| Lamborghini (P Money közreműködésével)                               | 2015 | 30                                 | —                                  | —                                  | —                                  | —                                  | 61                                 | —                                  | —                                  | —                                  | —                                  |                                     | Nem jelent meg albumon                                            |
| Keep Up (Jme közreműködésével)                                       | 2015 | 45                                 | 78                                 | —                                  | —                                  | —                                  | 90                                 | —                                  | —                                  | —                                  | —                                  |                                     | Keep Up                                                           |
| Goes Off (Mista Silva közreműködésével)                              | 2016 | —                                  | —                                  | —                                  | —                                  | —                                  | —                                  | —                                  | —                                  | —                                  | —                                  |                                     | Jump Around                                                       |
| Friends with Benefits (MNDM közreműködésével)                        | 2016 | 69                                 | —                                  | —                                  | —                                  | —                                  | —                                  | —                                  | —                                  | —                                  | —                                  |                                     | Jump Around                                                       |
| Jump Around (Waka Flocka Flame közreműködésével)                     | 2016 | —                                  | —                                  | —                                  | —                                  | —                                  | —                                  | —                                  | —                                  | —                                  | —                                  |                                     | Jump Around                                                       |
| Creature                                                             | 2017 | 100                                | —                                  | —                                  | —                                  | —                                  | —                                  | —                                  | —                                  | —                                  | —                                  |                                     | Space                                                             |
| Uncontrollable (Big Zuu közreműködésével)                            | 2018 | 89                                 | —                                  | —                                  | —                                  | —                                  | —                                  | —                                  | —                                  | —                                  | —                                  |                                     | Nem jelent meg albumon                                            |
| On Point                                                             | 2018 | —                                  | —                                  | —                                  | —                                  | —                                  | —                                  | —                                  | —                                  | —                                  | —                                  |                                     | Nem jelent meg albumon                                            |
| Ares                                                                 | 2018 | —                                  | —                                  | —                                  | —                                  | —                                  | —                                  | —                                  | —                                  | —                                  | —                                  |                                     | Nem jelent meg albumon                                            |
| Beerus (Randolph közreműködésével)                                   | 2018 | —                                  | —                                  | —                                  | —                                  | —                                  | —                                  | —                                  | —                                  | —                                  | —                                  |                                     | New Age                                                           |
| Red Alert (Randolph közreműködésével)                                | 2019 | —                                  | —                                  | —                                  | —                                  | —                                  | —                                  | —                                  | —                                  | —                                  | —                                  |                                     | New Age                                                           |
| Down Like That (Rick Ross, Lil Baby és S-X közreműködésével)         | 2019 | 10                                 | —                                  | 77                                 | —                                  | —                                  | 26                                 | 10                                 | —                                  | —                                  | —                                  | - BPI:Ezüstlemez                    | Dissimulation                                                     |
| Wake Up Call (Trippie Redd közreműködésével)                         | 2020 | 11                                 | 92                                 | 85                                 | —                                  | 26                                 | 23                                 | 3                                  | —                                  | —                                  | —                                  | - BPI:Ezüstlemez                    | Dissimulation                                                     |
| Poppin (Lil Pump és Smokepurpp közreműködésével)                     | 2020 | 43                                 | —                                  | —                                  | —                                  | —                                  | 52                                 | 13                                 | —                                  | —                                  | —                                  |                                     | Dissimulation                                                     |
| Houdini (Swarmz és Tion Wayne közreműködésével)                      | 2020 | 6                                  | —                                  | —                                  | —                                  | —                                  | 11                                 | 3                                  | —                                  | —                                  | —                                  | - BPI:Ezüstlemez                    | Dissimulation                                                     |
| Killa Killa (Aiyana-Lee közreműködésével)                            | 2020 | 27                                 | —                                  | —                                  | —                                  | —                                  | 33                                 | 12                                 | —                                  | —                                  | —                                  |                                     | Dissimulation                                                     |
| Really Love (Craig David és Digital Farm Animals közreműködésével)   | 2020 | 3                                  | —                                  | —                                  | —                                  | 25                                 | 18                                 | 7                                  | —                                  | —                                  | —                                  | - BPI:Aranylemez                    | All Over the Place                                                |
| Don’t Play (Anne-Marie és Digital Farm Animals közreműködésével)     | 2021 | 2                                  | —                                  | —                                  | —                                  | 20                                 | 9                                  | 4                                  | —                                  | —                                  | —                                  | - BPI:Platinalemez                  | All Over the Place és Therapy                                     |
| Patience (Yungblud és Polo G közreműködésével)                       | 2021 | 3                                  | 61                                 | 94                                 | 37                                 | 15                                 | 8                                  | 4                                  | 37                                 | —                                  | —                                  | - BPI:Ezüstlemez                    | All Over the Place                                                |
| Holiday                                                              | 2021 | 2                                  | 24                                 | 57                                 | —                                  | —                                  | 2                                  | 16                                 | 26                                 | 97                                 | —                                  | - BPI:Platinalemez - NOR:Aranylemez | All Over the Place                                                |
| Lose (Lil Wayne közreműködésével)                                    | 2021 | 18                                 | 38                                 | 61                                 | —                                  | 18                                 | 20                                 | 35                                 | 25                                 | 100                                | 86                                 |                                     | All Over the Place (Deluxe Edition) és I Am Not a Human Being III |
| Not Over Yet (Tom Grennan vagy Headie One és Nines közreműködésével) | 2022 | 4                                  | 47                                 | —                                  | —                                  | 5                                  | 11                                 | 2                                  | —                                  | —                                  | —                                  | - BPI:Ezüstlemez                    | Ismeretlen                                                        |
| Summer Is Over                                                       | 2022 | 24                                 | —                                  | —                                  | —                                  | —                                  | 35                                 | 7                                  | —                                  | —                                  | —                                  |                                     | Ismeretlen                                                        |
| Voices (Oliver Tree közreműködésével)                                | 2023 | 11                                 | —                                  | —                                  | —                                  | —                                  | 27                                 | —                                  | —                                  | —                                  | —                                  |                                     | Ismeretlen                                                        |
| Easy (Bugzy Malone és R3HAB közreműködésével)                        | 2023 | Még nem jelent meg slágerlistaadat | Még nem jelent meg slágerlistaadat | Még nem jelent meg slágerlistaadat | Még nem jelent meg slágerlistaadat | Még nem jelent meg slágerlistaadat | Még nem jelent meg slágerlistaadat | Még nem jelent meg slágerlistaadat | Még nem jelent meg slágerlistaadat | Még nem jelent meg slágerlistaadat | Még nem jelent meg slágerlistaadat | Még nem jelent meg slágerlistaadat  | Ismeretlen                                                        |

### Közreműködőként
| Cím                                                           | Év   | Slágerlista | Slágerlista | Slágerlista | Slágerlista | Slágerlista | Slágerlista | Slágerlista | Slágerlista | Slágerlista | Slágerlista | Minősítése         | Album                                 |
| Cím                                                           | Év   | UK          | UK HH/ R&B  | UK Dance    | AUS Digital | CZE         | HUN         | IRE         | LAT         | NZ Hot      | US Dance    | Minősítése         | Album                                 |
| ------------------------------------------------------------- | ---- | ----------- | ----------- | ----------- | ----------- | ----------- | ----------- | ----------- | ----------- | ----------- | ----------- | ------------------ | ------------------------------------- |
| No Sleep (Sway; KSI és Tiggs Da Author közreműködésével)      | 2013 | 44          | 11          | —           | —           | —           | —           | —           | —           | —           | —           |                    | Wake Up                               |
| World Cup Song (Joe Weller; Randolph és KSI közreműködésével) | 2014 | 89          | 17          | —           | —           | —           | —           | —           | —           | —           | —           |                    | Nem jelent meg albumon                |
| MAC-10 Flow (Sway; KSI közreműködésével)                      | 2014 | —           | —           | —           | —           | —           | —           | —           | —           | —           | —           |                    | Nem jelent meg albumon                |
| For the Summer (Randolph; KSI közreműködésével)               | 2016 | —           | —           | —           | —           | —           | —           | —           | —           | —           | —           |                    | Nem jelent meg albumon                |
| Slow Motion (Randolph; KSI közreműködésével)                  | 2018 | —           | —           | —           | —           | —           | —           | —           | —           | —           | —           |                    | New Age                               |
| Punch Back (5ive 9ine; KSI közreműködésével)                  | 2018 | —           | —           | —           | —           | —           | —           | —           | —           | —           | —           |                    | Return                                |
| The Gift (a Sidemen tagjaként, S-X közreműködésével)          | 2019 | 77          | 40          | —           | —           | —           | —           | —           | —           | 27          | —           |                    | Nem jelent meg albumon                |
| Lighter (Nathan Dawe; KSI közreműködésével)                   | 2020 | 3           | —           | 2           | 21          | 37          | 15          | 8           | 17          | 17          | 18          | - BPI:Platinalemez | Nem jelent meg albumon                |
| Loose (S1mba; KSI közreműködésével)                           | 2020 | 14          | 10          | —           | 35          | —           | —           | 23          | —           | 7           | —           | - BPI:Ezüstlemez   | Nem jelent meg albumon                |
| Swerve (Jay1; KSI közreműködésével)                           | 2021 | 69          | 22          | —           | —           | —           | —           | 95          | —           | 36          | —           |                    | All Over the Place (Platinum Edition) |
| Locked Out (S-X-szel)                                         | 2022 | 53          | —           | —           | —           | —           | —           | 62          | —           | 14          | —           |                    | Things Change                         |

### Jótékonysági kislemezek
| Cím                                                             | Év   | Slágerlista | Slágerlista | Slágerlista | Slágerlista | Slágerlista  | Slágerlista | Slágerlista | Slágerlista | Jegyzetek                                                                              |
| Cím                                                             | Év   | UK          | UK Down.    | UK Ind.     | EUR         | GLO Excl. US | SLO         | IRE         | NZ Hot      | Jegyzetek                                                                              |
| --------------------------------------------------------------- | ---- | ----------- | ----------- | ----------- | ----------- | ------------ | ----------- | ----------- | ----------- | -------------------------------------------------------------------------------------- |
| Stop Crying Your Heart Out (a BBC Radio 2 Allstars tagjaként)   | 2020 | 7           | 1           | —           | 1           | 114          | 85          | —           | —           | - A BBC Radio 2 adta ki a Children in Need 2020 részeként.                             |
| Christmas Drillings (a Sidemen tagjaként, Jme közreműködésével) | 2022 | 3           | —           | 2           | —           | —            | —           | 25          | 7           | - Egy Sidemen Sunday-videó részeként készült el, a FareShare-nek gyűjtött adományokat. |

### Promóciós kislemezek
| Cím                                                | Év   | Album                            |
| -------------------------------------------------- | ---- | -------------------------------- |
| Touch Down (Stefflon Don közreműködésével)         | 2016 | Jump Around és Baywatch filmzene |
| Naruto Drillings (Remix) (Offica közreműködésével) | 2019 | Nem jelent meg albumon           |

## További slágerlistán szereplő dalok
| Cím                                                | Év   | Peak chart positions | Peak chart positions | Peak chart positions | Peak chart positions | Peak chart positions | Peak chart positions | Peak chart positions | Peak chart positions | Peak chart positions | Album              |
| Cím                                                | Év   | UK                   | UK HH/ R&B           | UK Indie             | GRE                  | IRE                  | LIT                  | NZ Hot               | SCO                  | SWE Heat             | Album              |
| -------------------------------------------------- | ---- | -------------------- | -------------------- | -------------------- | -------------------- | -------------------- | -------------------- | -------------------- | -------------------- | -------------------- | ------------------ |
| Little Boy                                         | 2017 | 82                   | 39                   | —                    | —                    | —                    | —                    | —                    | 87                   |                      | Disstracktions     |
| Two Birds, One Stone                               | 2017 | 97                   | —                    | —                    | —                    | —                    | —                    | —                    | —                    |                      | Disstracktions     |
| Adam’s Apple                                       | 2017 | 93                   | —                    | —                    | —                    | —                    | —                    | —                    | —                    |                      | Disstracktions     |
| New Age (Randolph közreműködésével)                | 2019 | —                    | —                    | 50                   | —                    | —                    | —                    | —                    | —                    |                      | New Age            |
| Real Name (Randolph és Talia Mar közreműködésével) | 2019 | —                    | —                    | 19                   | —                    | —                    | —                    | 38                   | —                    |                      | New Age            |
| Pull Up (Jme közreműködésével)                     | 2019 | 94                   | —                    | 15                   | —                    | —                    | —                    | —                    | —                    |                      | New Age            |
| What You Been On                                   | 2020 | —                    | 23                   | 8                    | —                    | —                    | —                    | 16                   | —                    |                      | Dissimulation      |
| Cap (Offset közreműködésével)                      | 2020 | 24                   | 14                   | 4                    | 98                   | 26                   | 98                   | 5                    | —                    |                      | Dissimulation      |
| Bad Lil Vibe (Jeremih közreműködésével)            | 2020 | —                    | 22                   | 7                    | —                    | —                    | —                    | 14                   | —                    |                      | Dissimulation      |
| How It Feel                                        | 2020 | —                    | 40                   | 16                   | —                    | —                    | —                    | —                    | —                    |                      | Dissimulation      |
| Domain                                             | 2020 | —                    | 28                   | 11                   | —                    | —                    | —                    | —                    | —                    |                      | Dissimulation      |
| Undefeated                                         | 2020 | —                    | 37                   | 13                   | —                    | —                    | —                    | —                    | —                    |                      | Dissimulation      |
| Millions                                           | 2020 | —                    | 27                   | 10                   | —                    | —                    | —                    | —                    | —                    |                      | Dissimulation      |
| Tides (AJ Tracey és Rich the Kid közreműködésével) | 2020 | —                    | —                    | 16                   | —                    | —                    | —                    | —                    | 88                   |                      | Dissimulation      |
| The Moment                                         | 2021 | —                    | —                    | 7                    | —                    | —                    | —                    | 14                   | —                    | —                    | All Over the Place |
| Number 2 (Future és 21 Savage közreműködésével)    | 2021 | —                    | 15                   | 8                    | —                    | —                    | —                    | 11                   | —                    | —                    | All Over the Place |
| You                                                | 2021 | —                    | —                    | 13                   | —                    | —                    | —                    | —                    | —                    | —                    | All Over the Place |
| Gang Gang (Jay1 és Deno közreműködésével)          | 2021 | 40                   | 14                   | 6                    | —                    | 53                   | —                    | 19                   | —                    | —                    | All Over the Place |
| Rent Free (Gracey közreműködésével)                | 2021 | —                    | —                    | 31                   | —                    | —                    | —                    | —                    | —                    | —                    | All Over the Place |
| Madness                                            | 2021 | —                    | —                    | 14                   | —                    | —                    | —                    | —                    | —                    | —                    | All Over the Place |
| Silly (Bugzy Malone közreműködésével)              | 2021 | —                    | —                    | 18                   | —                    | —                    | —                    | —                    | —                    | —                    | All Over the Place |
| Flash It (Rico Love közreműködésével)              | 2021 | —                    | —                    | 33                   | —                    | —                    | —                    | —                    | —                    | —                    | All Over the Place |
| No Time (Lil Durk közreműködésével)                | 2021 | 24                   | 7                    | 3                    | —                    | 30                   | —                    | 4                    | —                    | 19                   | All Over the Place |
| No Pressure                                        | 2021 | —                    | —                    | 19                   | —                    | —                    | —                    | —                    | —                    | —                    | All Over the Place |
| Sleeping with the Enemy (S-X közreműködésével)     | 2021 | —                    | —                    | 22                   | —                    | —                    | —                    | —                    | —                    | —                    | All Over the Place |

## Vendégszereplések
| Cím            | Év   | További előadók                   | Album                 |
| -------------- | ---- | --------------------------------- | --------------------- |
| Christian Bale | 2014 | Yogi, Casey Veggies, Knytro, Sway | Burial                |
| Fine by Me     | 2015 | Randolph                          | Lost Cause            |
| Wanna Be       | 2015 | Sway                              | The Deliverance       |
| Subzero        | 2018 | RIL                               | Livin’ Sports         |
| Player One     | 2019 | P Money, Jme                      | Money Over Everyone 3 |

## Videóklipek
| Cím                                                                        | Év            | Rendező(k)                 |
| Fő előadóként                                                              | Fő előadóként | Fő előadóként              |
| -------------------------------------------------------------------------- | ------------- | -------------------------- |
| Lamborghini (P Money közreműködésével)                                     | 2015          | Jak X                      |
| Keep Up (Jme közreműködésével)                                             | 2015          | Jack Delaney               |
| Kilimanjaro                                                                | 2015          | Zagor                      |
| Smoke N Mirrors (Tiggs Da Author, Lunar C és Nick Brewer közreműködésével) | 2016          | Carly Cussen               |
| Friends with Benefits (MNDM közreműködésével)                              | 2016          | Harrison Boyce             |
| Jump Around (Waka Flocka Flame közreműködésével)                           | 2016          | Ismeretlen                 |
| Creature                                                                   | 2017          | Gyo Gyimah                 |
| Earthquake (Ricegum közreműködésével)                                      | 2017          | Jovan Thomas               |
| Little Boy                                                                 | 2017          | Jovan Thomas               |
| Two Birds One Stone                                                        | 2017          | RvbberDuck                 |
| Adam’s Apple                                                               | 2017          | Konstantin                 |
| Transforming                                                               | 2017          | David Donihue              |
| Uncontrollable (Big Zuu közreműködésével)                                  | 2018          | RvbberDuck                 |
| On Point                                                                   | 2018          | Konstantin                 |
| Ares                                                                       | 2018          | RvbberDuck                 |
| Beerus (Randolph közreműködésével)                                         | 2018          | Konstantin                 |
| Red Alert (Randolph közreműködésével)                                      | 2019          | Konstantin                 |
| Pull Up (Jme közreműködésével)                                             | 2019          | Konstantin                 |
| Real Name (Randolph és Talia Mar közreműködésével)                         | 2019          | RvbberDuck                 |
| Down Like That (Rick Ross, Lil Baby és S-X közreműködésével)               | 2019          | Nayip Ramos                |
| Wake Up Call (Trippie Redd közreműködésével)                               | 2020          | Nayip Ramos                |
| Poppin (Lil Pump és Smokepurpp közreműködésével)                           | 2020          | TajvsTaj                   |
| Houdini (Swarmz és Tion Wayne közreműködésével)                            | 2020          | Kaylum                     |
| Cap (Offset közreműködésével)                                              | 2020          | TajvsTaj                   |
| Killa Killa (Aiyana-Lee közreműködésével)                                  | 2020          | Troy Roscoe és Nayip Ramos |
| Really Love (Craig David és Digital Farm Animals közreműködésével)         | 2020          | Troy Roscoe                |
| Domain                                                                     | 2020          | Konstantin és Guy Davies   |
| Don’t Play (Anne-Marie és Digital Farm Animals közreműködésével)           | 2021          | Troy Roscoe                |
| Patience (Yungblud és Polo G közreműködésével)                             | 2021          | Troy Roscoe és Nayip Ramos |
| Holiday                                                                    | 2021          | Troy Roscoe                |
| Number 2                                                                   | 2021          | Troy Roscoe és Nayip Ramos |
| Lose (Lil Wayne közreműködésével)                                          | 2021          | Troy Roscoe                |
| No Time (Lil Durk közreműködésével)                                        | 2021          | KDC Visions                |
| Not Over Yet (Tom Grennan közreműködésével)                                | 2022          | Troy Roscoe                |
| Summer Is Over                                                             | 2022          | Troy Roscoe                |
| Közreműködő előadóként                                                     |               |                            |
| No Sleep (Sway; KSI és Tiggs Da Author közreműködésével)                   | 2013          | Jack Delaney               |
| World Cup Song (Joe Weller; KSI és Randolph közreműködésével)              | 2014          | Ismeretlen                 |
| Slow Motion (Randolph; KSI közreműködésével)                               | 2018          | RvbberDuck                 |
| Naruto Drillings (Remix) (Offica; KSI közreműködésével)                    | 2019          | Ed Didn’t                  |
| The Gift (a Sidemen tagjaként, S-X közreműködésével)                       | 2019          | Konstantin                 |
| Lighter (Nathan Dawe; KSI közreműködésével)                                | 2020          | Troy Roscoe                |
| Loose (S1mba; KSI közreműködésével)                                        | 2020          | Capone                     |
| Stop Crying Your Heart Out (a BBC Radio 2 Allstars tagjaként)              | 2020          | Phil Deacon                |
| Swerve (Jay1, KSI közreműködésével)                                        | 2021          | LX                         |
| Locked Out (S-X, KSI közreműködésével)                                     | 2022          | Troy Roscoe                |
| Christmas Drillings (a Sidemen tagjaként)                                  | 2022          | Konstantin                 |